# Jeanne d'Arc (Rossetti)
Pour les articles homonymes, voir Jeanne d'Arc (homonymie).
Ne doit pas être confondu avec Jeanne d'Arc embrassant l'épée de la Délivrance.
Jeanne d'Arc – en anglais Joan of Arc – est un tableau du peintre britannique Dante Gabriel Rossetti terminé quelques jours avant sa mort le 9 avril 1882. Cette huile sur panneau préraphaélite est un portrait en buste de Jeanne d'Arc embrassant la lame d'une épée devant un fond noir fleurdelisé où est inscrit « Jehane la Pucelle ». Don de Charles Fairfax Murray en 1909, l'œuvre fait partie des collections du Fitzwilliam Museum, à Cambridge.
Une toile similaire datée de 1863 se trouve au musée d'Art moderne et contemporain de Strasbourg, à Strasbourg, en France.

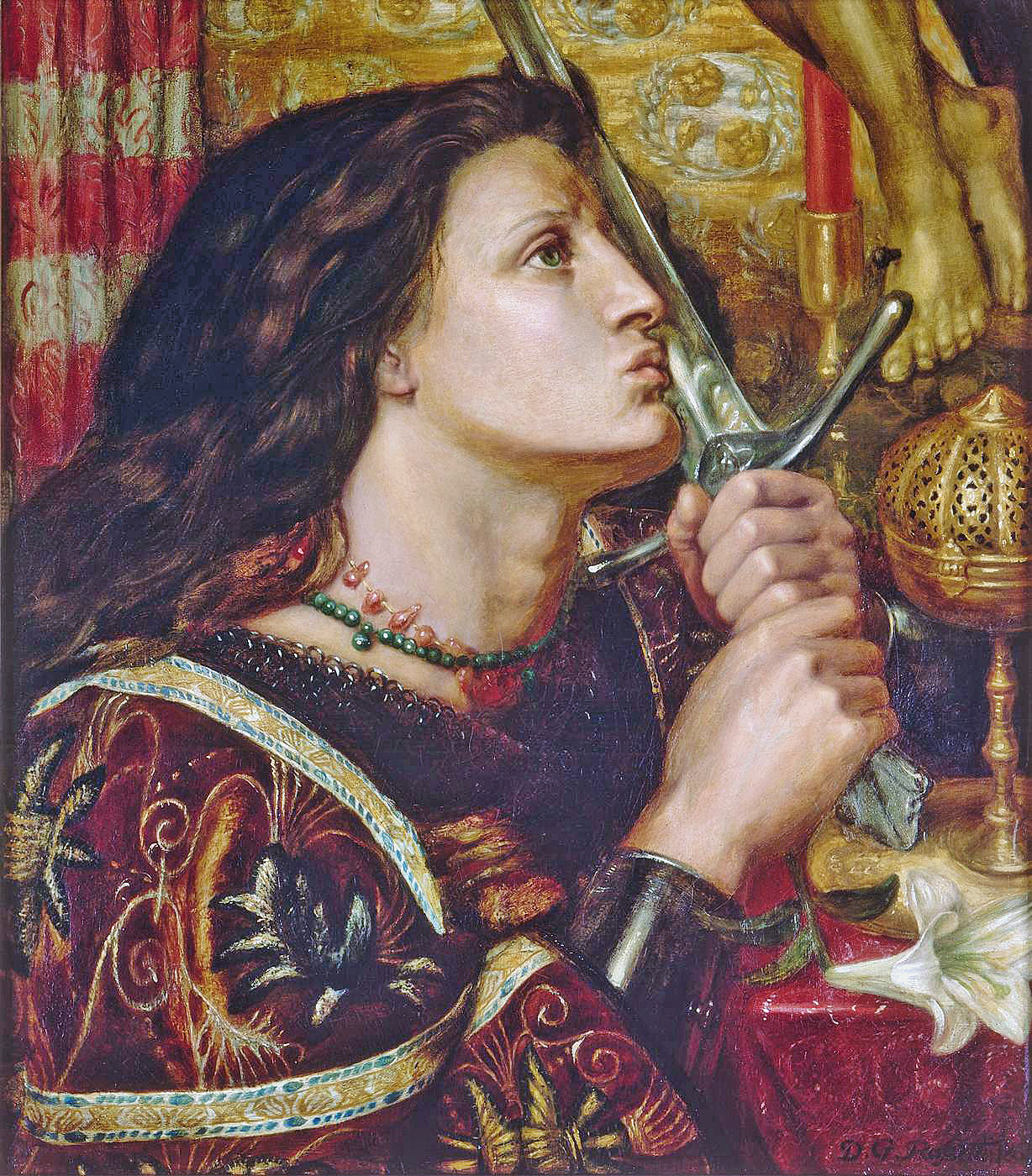
Jeanne d'Arc embrassant l'épée de la Délivrance, 1863 – Musée d'Art moderne et contemporain de Strasbourg, Strasbourg.